# Японская енотовидная собака
Японская енотовидная собака (лат. Nyctereutes procyonoides viverrinus) — подвид енотовидной собаки.

## Описание
Японская енотовидная собака в основном ведет ночной образ жизни, но они, как известно, активны в дневное время. Они вокализируют рычанием или стонами, которые имеют звуки, напоминающие звуки одомашненных кошек. Как и кошки, японские енотовидные собаки выгибают спину, когда пытаются запугать других животных; однако они принимают оборонительную позу, аналогичную позе других собак, опускают свои тела и показывают свои животы, чтобы подчиниться.
Обычно социальные группы ограничены размножающейся парой, но отдельные японские енотовидные собаки могут оставаться в группе непарных особей, пока не найдут себе пару.
Вид преимущественно моногамный. Период размножения вида[какой?].

## Систематика
Японская енотовидная собака иногда классифицируется как свой собственный отдельный вид (Nyctereutes viverrinus) из-за уникальных хромосомных, поведенческих и морфологических характеристик, отсутствующих у материковых енотовидных собак. Японская енотовидная собака имеет относительно небольшой живот и более короткую шерсть меньшей изоляционной ценности, чем материковые енотовидные собаки.
В кариотипе этого подвида 42 хромосомы и 67 плеч аутосом, в то время как у других подвидов в кариотипе насчитывается соответственно 56 хромосом и 64 плеч аутосом.
Генетический анализ подтвердил уникальные последовательности мтДНК, классифицирующие японскую енотовидную собаку как отдельный изолированный вид, основанный на доказательствах восьми робертсоновских транслокаций. Конференция Международного союза охраны природы Canid Group по биологии и охране псовых в сентябре 2001 года отклонила классификацию японской енотовидной собаки как отдельного вида, но ее статус все еще оспаривается, основываясь на ее эластичном геноме. Кариотип японских енотовидных собак отличается от кариотипа материковых енотовидных собак, хотя неизвестно, могут ли материковые енотовидные собаки и японские енотовидные собаки производить плодовитое потомство, предполагается, что хромосомные различия между ними окажут пагубное воздействие на плодовитость потенциального потомства, и это будет свидетельствовать о видообразовании. Агрегаторы по систематике млекопитающих противоречивы: как и МСОП, Mammal Species of the World (2005) рассматривает японскую енотовидную собаку как подвид, в то время как Американская ассоциация маммологов включает N. viverrinus в качестве допустимого вида в свою базу данных разнообразия млекопитающих.
Енотовидные собаки с Хоккайдо иногда признаются в качестве другого подвида с материка, как Nyctereutes procyonoides albus (Hornaday, 1904) (или N. viverrinus albus, если его признают отдельным видом). Этот таксон синонимичен N. p. viverrinus у млекопитающих всего мира, но сравнительный морфометрический анализ позволяет признать популяцию Хоккайдо отдельной подвидовой единицей.